# ウィリアム・ウォレス・キンボール

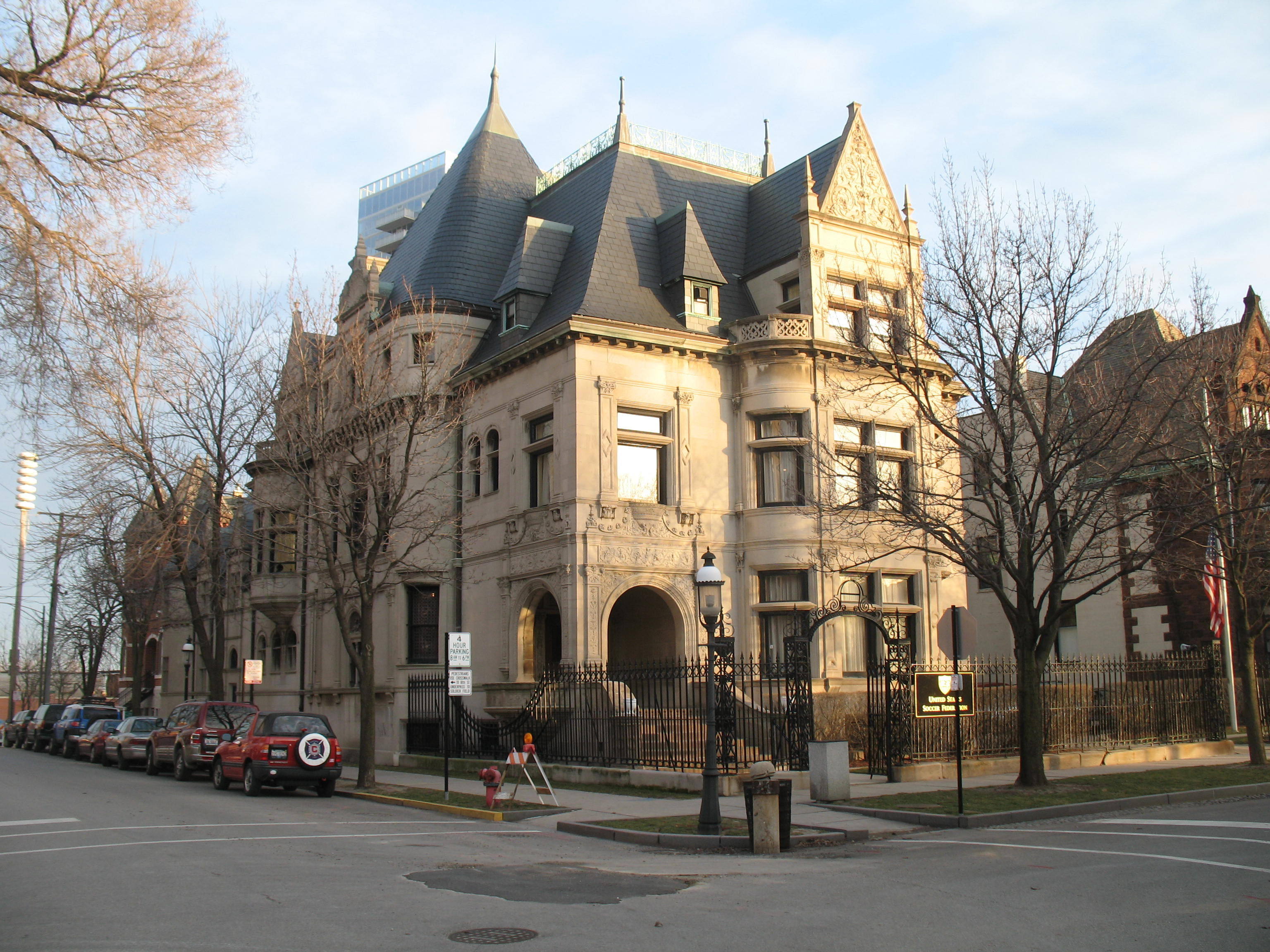
プレーリー・アベニュー1801S番地にある、キンボールの邸宅（ウィリアム・W・キンボール・ハウス）は、アメリカ合衆国サッカー連盟の建物として使用されている。

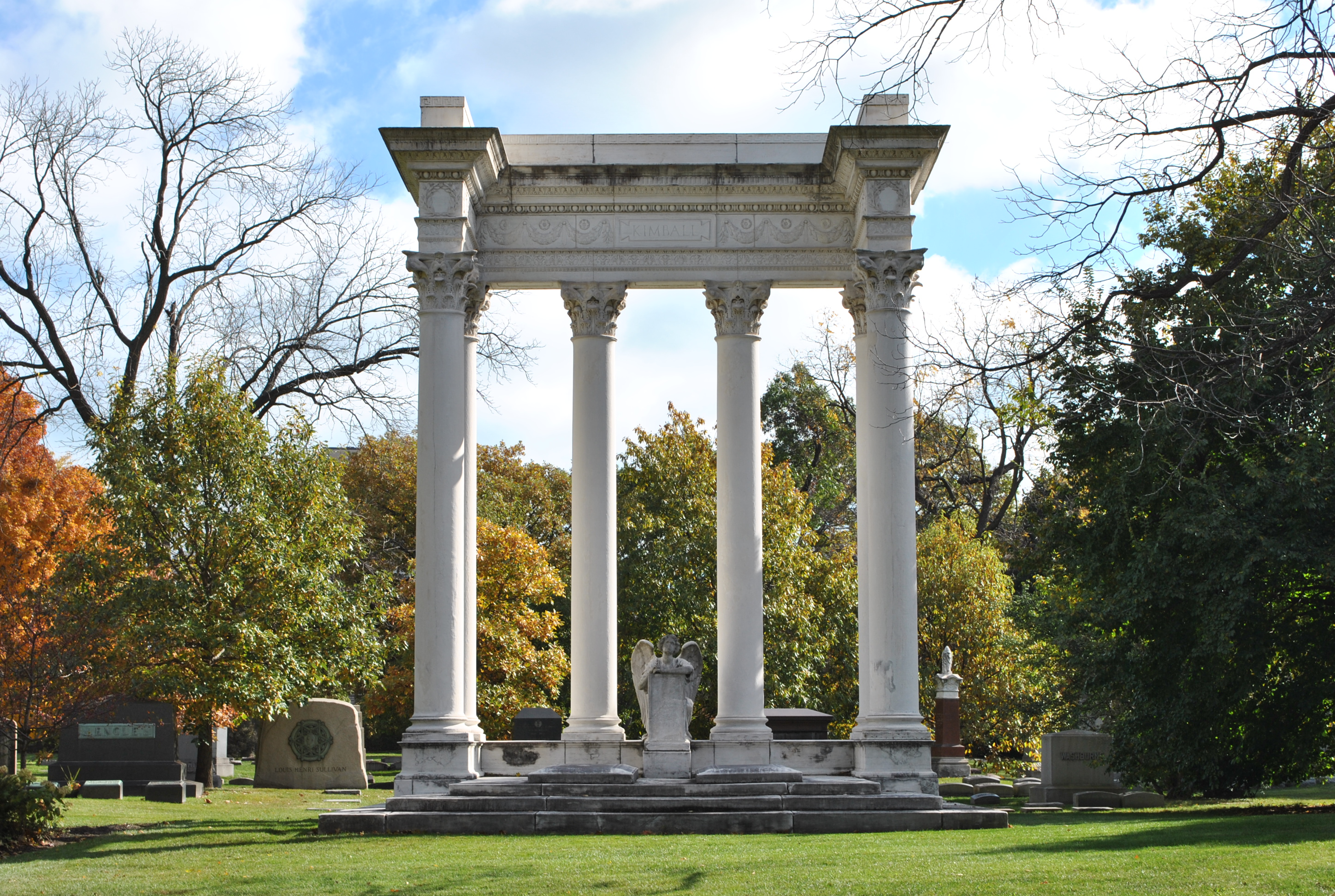
シカゴのグレイスランド墓地にある墓。

ウィリアム・ウォレス・キンボール（William Wallace Kimball、1828年 – 1904年）は、キンボール・インターナショナルの前身となる事業の創業者。
キンボールは、メイン州ラムフォードに生まれた。20代半ばにアイオワ州デコラに移り住み、不動産ブローカーとなった。キンボールは、1857年恐慌が発生する直前に、投資していた資産を現金化し、シカゴに移った。
1857年、キンボールは4台のピアノを用意して、新たにキンボール・ピアノ・カンパニー (Kimball Piano Company) を創業した。彼はピアノを売って利益を上げ、東部で製造させたピアノを仕入れて販売するところから事業を始めた。シカゴ大火の前には、クロスビーズ・オペラ・ハウスの館内に販売店を構えていた。彼の事業は、シカゴ大火で焼失し、100,000ドル以上に相当する資産が失われた。
後に彼は、ステイト・ストリートとアダム・ストリート (Adams Street) の交差点に移った。1877年、キンボールは、販売する商品の価格を引き下げるために、自らピアノを製造することを決意した。1881年、自前の工場を開設したキンボールは、毎週100台ほどのピアノやオルガンを製造し始めた。キンボール・アベニュー (Kimball Avenue (3400W)) は、彼にちなんで命名された。
キンボールは、シカゴのグレイスランド墓地に埋葬された。